# TELL ME (BACK-ONの曲)
「TELL ME」（テル ミー）は、BACK-ONの8枚目のシングル。2011年1月19日にcutting edgeから発売された。

## 概要
2ヶ月連続リリース第1弾であり、前作「ONE STEP! feat.mini/Tomorrow never knows」以来約1年振りのシングルリリースとなる。

## 収録曲
全曲、作詞：TEEDA & KENJI03、作曲：BACK-ON、JINプロデュースである。
1. TELL ME [2:56]
日本テレビ系『ハッピーMusic』1月POWER PLAY。また、「ららぽーと 福袋&バーゲン 2011」TVCMイメージソング。
PVは、2010年にアメリカのテキサスで行われたアニメの祭典でのライブ映像である。この映像は、昨年12月24日からYouTubeにてフルで公開された。
歌詞中にも出てくる「妄想」を歌った曲になっている。
楽曲の演奏時間が3分を切っており、2014年現在シングル表題曲の中で最短となる。
2. Discovery [3:23]
楽曲は、昨年の夏頃からMySpaceにて試聴開始されていた。今作に収録されるにあたりアレンジが加えられている。

## 収録アルバム
TELL ME
- 『Hello World』

Discovery
- アルバム未収録。